# Svartsvansad präriehund
Svartsvansad präriehund (Cynomys ludovicianus) är en däggdjursart som först beskrevs av George Ord 1815.  Cynomys ludovicianus ingår i släktet präriehundar och familjen ekorrar.

## Underarter
Catalogue of Life samt Wilson & Reeder (2005) skiljer mellan 2 underarter:
- Cynomys ludovicianus ludovicianus (Ord, 1815)
- Cynomys ludovicianus arizonensis Mearns, 1890

## Beskrivning
Pälsfärgen är brunaktig till rödbrunaktig på ovansidan, vitaktig på buksidan. Sommarpälsen är tickad som hos en huskatt; de individuella håren är randiga, för denna arten svart längst ner, sedan vitaktigt, därefter kanelbrunt, gråbrunt och i spetsen svart. För vinterpälsen är tickningen annorlunda: Längst ner svart, sedan gråbrunt, kanelbrunt, och vitt i spetsen. Spenarna är 8 till antalet och gråfärgade hos honan; de syns emellertid endast under dräktighet och digivning. Morrhår och klor är svarta, medan ögonens regnbågshinna är mörkbrun. Som trivialnamnet antyder, är den yttersta tredjedelen av svansen svart. Hanarna är större än honorna: Viktmässigt är de mellan 10 och 15 % tyngre. Kroppslängden varierar mellan 35 och 37,5 cm för honorna, 36 och 41,5 cm för hanarna. Hanarnas vikt varierar mellan 850 och 1 675 g, honornas mellan 705 och 1 050 g.

## Ekologi
Arten lever på öppna, torra grässlätter, gärna nära flodslätter med malörtsväxter och opuntiakaktus. Den undviker dock helt fuktiga habitat. Områden med kortväxt vegetation föredras, och arten söker ofta upp markstörda habitat, som områden där kreatur utfodras. Den kan även leva på ödetomter i samhällen. Som andra präriehundar bildar den stora, underjordiska samhällen med hundratals individer som lever i familjegrupper som består av en eller ett par fertila hanar, ett antal närbeslätade honor och ungar. Förekommer flera vuxna hanar i gruppen, är dessa oftast bröder. Honorna stannar hela sitt liv i samma familjegrupp, medan hanarna byter grupp. Byte av familjegrupp förekommer även bland fertila hanar; de stannar oftast inte mer än ett par år i samma grupp, utan byter till en annan när deras döttrar börjar bli könsmogna. Matförråden är gemensamma inom familjegruppen, och alla individerna i den hävdar revir gemensamt. Hanarna är emellertid främst aggressiva mot andra främmande hanar, och honorna mot främmande honor, speciellt när de har boungar, som främmande honor ofta försöker döda. När ungarna blivit så stora att de lämnar boet under dagarna, tolereras de dock av alla individer i samhället, och det förekommer att de följer med "fel" moder ner i boet till natten, där de tas om hand och även i förekommande fall dias som om de vore honans egna ungar.
Revirhävdandet hindrar inte präriehundarna från att ha ett rikt, socialt liv i sitt samhälle; de leker ofta med och putsar varandra, och om en präriehund blir varse en fara, som ett annalkande rovdjur, ger den ifrån sig ett varningsläte, så alla individer kan ge sig under jord för skydd.
Arten är dagaktiv, och sover inte vintersömn. Mycket kalla perioder under vintern kan den dock hålla sig under jord under flera dagar.
Arten är inte särskilt långlivad: Honorna kan bli 8 år gamla, medan hanarna sällan blir äldre än 5 år.

### Föda och predation
Den svartsvansade präriehunden är främst växtätare: Mer än 98 % av födan utgörs av blad, stjälkar och rötter av gräs som kamveten, lostor och Bouteloua samt andra örter som tistlar, opuntiaarter, Chrysothamnus och malvaväxten Sphaeralcea coccinea. Dessutom kan den ibland ta insekter som skalbaggar, gräshoppor och fjärilslarver. Arten dricker sällan; den får tillräckligt med vatten från födan.
Själv utgör den byte för flera rovdjur, som prärievarg, nordamerikansk grävling, lodjur, svartfotad iller, präriefalk, kungsörn, flera hökarter, skallerormar och snoksläktet Pituophis.

### Fortplantning
Arten är normalt polygyn: Djuren parar sig inom familjegruppen, där den fertila hanen parar sig med flera av de fertila honorna. Om hanarna är fler än en (vanligtvis bröder), parar sig i regel alla hanarna med honorna. Lektiden inträffar en gång per år, vanligen under senvinter till tidig vår, och själva parningen sker i regel under jord. Efter en dräktighet mellan 33 och 38 dagar föder honan mellan 1 och 8 ungar, i medeltal 3 stycken. Ungarna är helt outvecklade, blinda och nakna. En nyfödd unge är omkring 7 cm lång, och väger cirka 15 g. Ungarna diar mellan 37 och 51 dagar, och börjar visa sig ovan jord strax innan de är avvanda. De blir vanligtvis könsmogna kring tvåårsåldern, även om tiden kan variera.

## Utbredning
Denna präriehund förekommer i centrala Nordamerika från sydligaste Saskatchewan i Kanada över norra Montana och centrala North Dakota söderut till västra Texas och New Mexico i USA samt nordöstra Sonora och norra Chihuahua i norra Mexiko.

## Status
IUCN kategoriserar arten globalt som livskraftig. Populationen minskar emellertid; främsta orsaken är det faktum att arten är en betydande pestreserv, och många individer dör av den sjukdomen. Andra orsaker är habitatförlust till följd av uppodling och byggnation, populationsfragmentering och mänskliga kontrollåtgärder som giftutläggning och jakt.